# Renault Classic
 (mai 2014).
Si vous disposez d'ouvrages ou d'articles de référence ou si vous connaissez des sites web de qualité traitant du thème abordé ici, merci de compléter l'article en donnant les références utiles à sa vérifiabilité et en les liant à la section « Notes et références ».
Renault Classic est un service spécifique, au sein de la Direction Marketing de la marque automobile française Renault. 
Ce service entretient, rénove et expose les véhicules historiques du groupe Renault. Il fait vivre le patrimoine de la marque française et présente régulièrement au public les pièces uniques de sa collection. Jusqu’en 2011, il était nommé « Renault Histoire et Collection ».
L’entité Renault Classic autrefois située à Boulogne-Billancourt est aujourd’hui basée sur le site du Plessis-Robinson ainsi qu’à l’usine de Flins.

## Quelques chiffres
L’équipe de Renault Classic se compose de treize personnes réparties entre le pôle opérations et communication (cinq personnes au Plessis-Robinson) et le pôle technique (huit personnes à Flins). Ces deux pôles travaillent quotidiennement ensemble.
En 2013, Renault Classic intervient sur plus de 120 opérations. Chaque année, près de 500 sorties de véhicules sont organisées sur différents événements.
Plus de 3 400 000 personnes ont pu admirer les véhicules de la collection pour l’année 2013.

## Rôle de Renault Classic
Renault tire son savoir-faire dans ses racines. Depuis sa création en 1898, l’entreprise a toujours créé des innovations non seulement pour le grand public mais aussi au plus haut niveau de la compétition technologique et sportive rencontrant ainsi de vifs succès. Créé au milieu des années 1980, Renault Classic veille à la conservation et à la transmission de ce patrimoine en entretenant, rénovant, et exposant les pièces uniques de la marque au grand public lors de différents événements tels que les World Series by Renault, Le Mans Classic,Goodwood Festival of Speed, Mondial de l'automobile…
Au début, ce service était uniquement constitué de bénévoles et retraités de l’entreprise. Aujourd’hui, le service s’organise autour de deux pôles comptant au total treize personnes.
C’est le pôle technique de Renault Classic, composé de passionnés sélectionnés dans l’entreprise, qui est chargé de la maintenance et de la préparation des véhicules pour leur sortie sur les différents événements. Très polyvalente, l’équipe située à Flins est aussi bien capable de restaurer des véhicules comme les toutes premières Renault que les Formules 1. Elle prend en charge tous les travaux, de la carrosserie à la mécanique.
L’équipe du Plessis-Robinson gère quant à elle les relations avec les clubs de passionnés et prépare les événements tout au long de l’année afin que le public puisse découvrir les trésors et curiosités du patrimoine Renault. Lors des salons, expositions, rassemblements, Renault Classic peut compter sur la présence de pilotes de renommée comme Jean Ragnotti ainsi que sur les bénévoles.

## Collection
La collection Renault est conservée par Renault Classic. Elle regroupe plus de 700 véhicules témoignant de l’inventivité et du savoir-faire de la firme de 1898 à nos jours. Parmi ces véhicules, on trouve des véhicules de série ou de compétition qui ont marqué l’histoire de l’automobile (taxi de la Marne, Juvaquatre, Floride, Estafette, Renault 5 Turbo….) mais aussi des concepts cars. Tous ces véhicules retracent les différentes innovations créées par Renault.

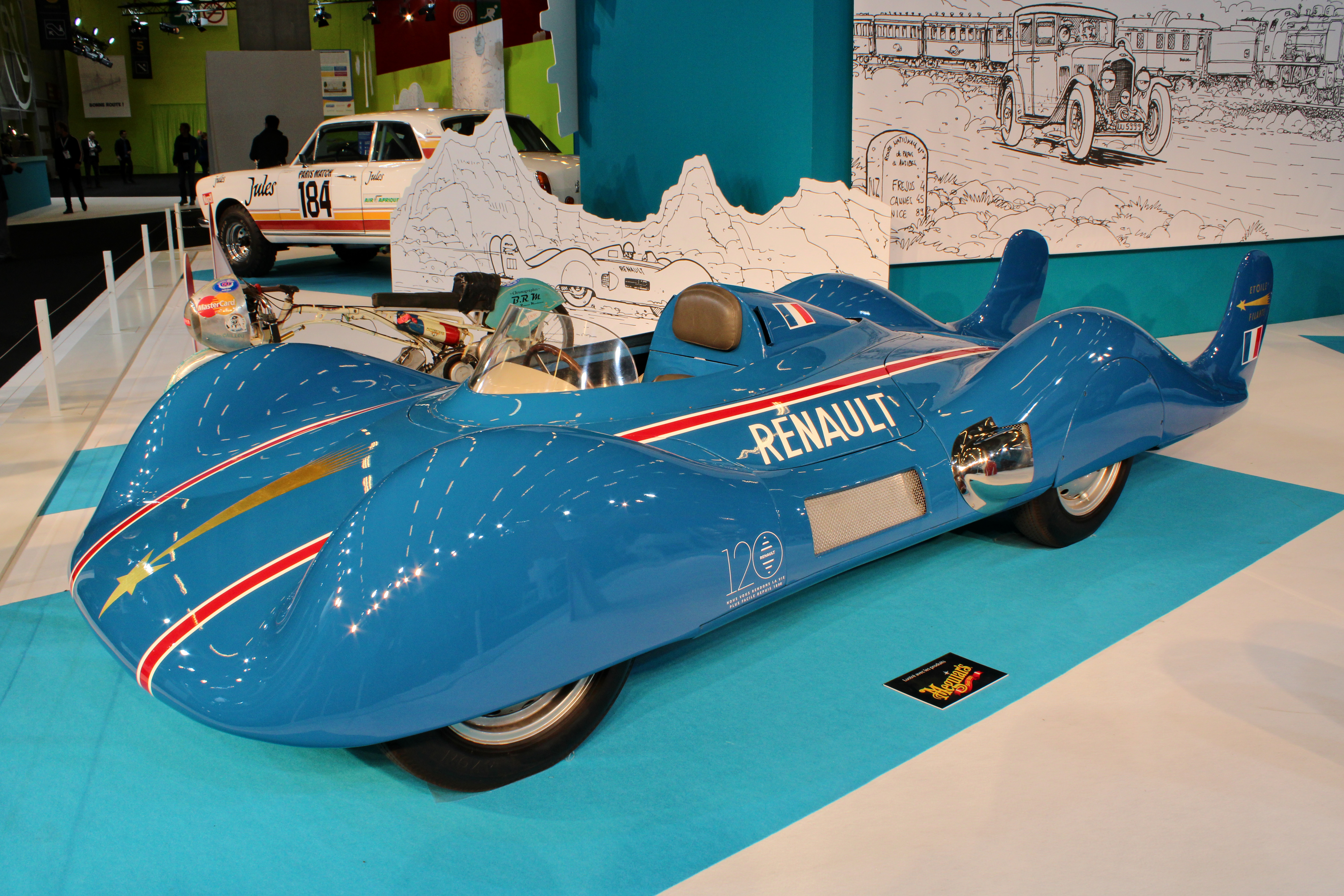
Étoile Filante (1956)
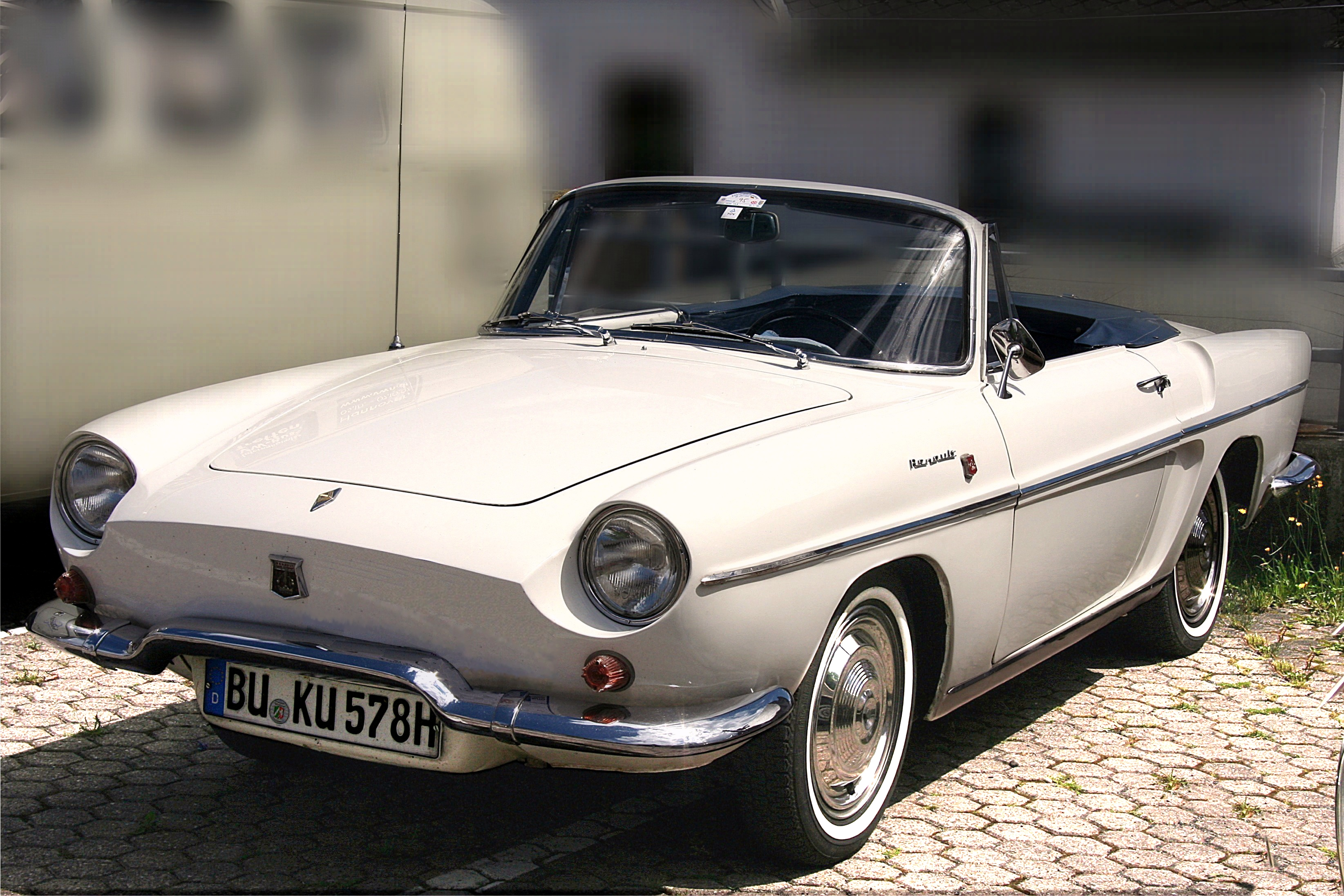
Renault Floride (1961)
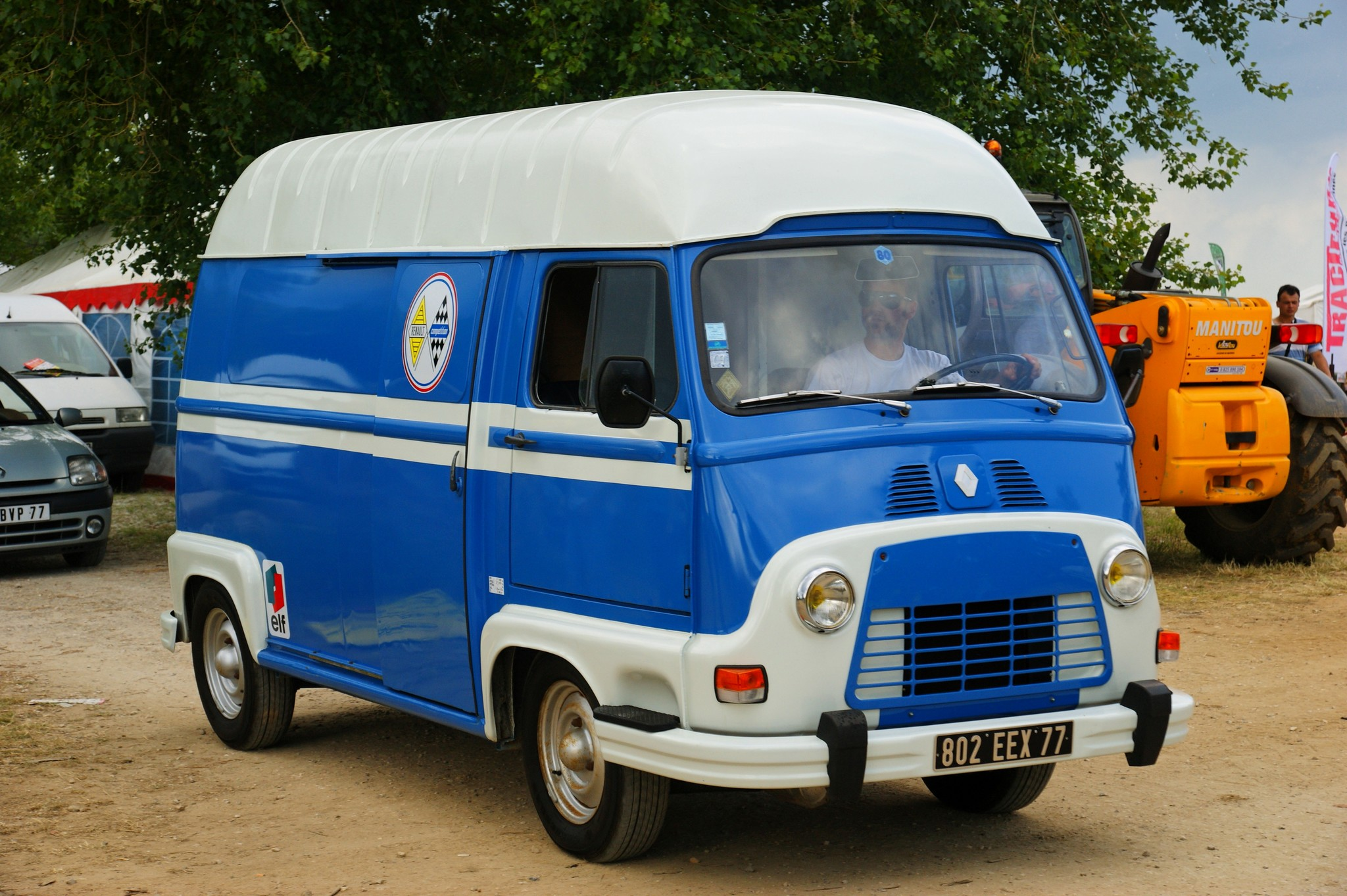
Estafette (1964)
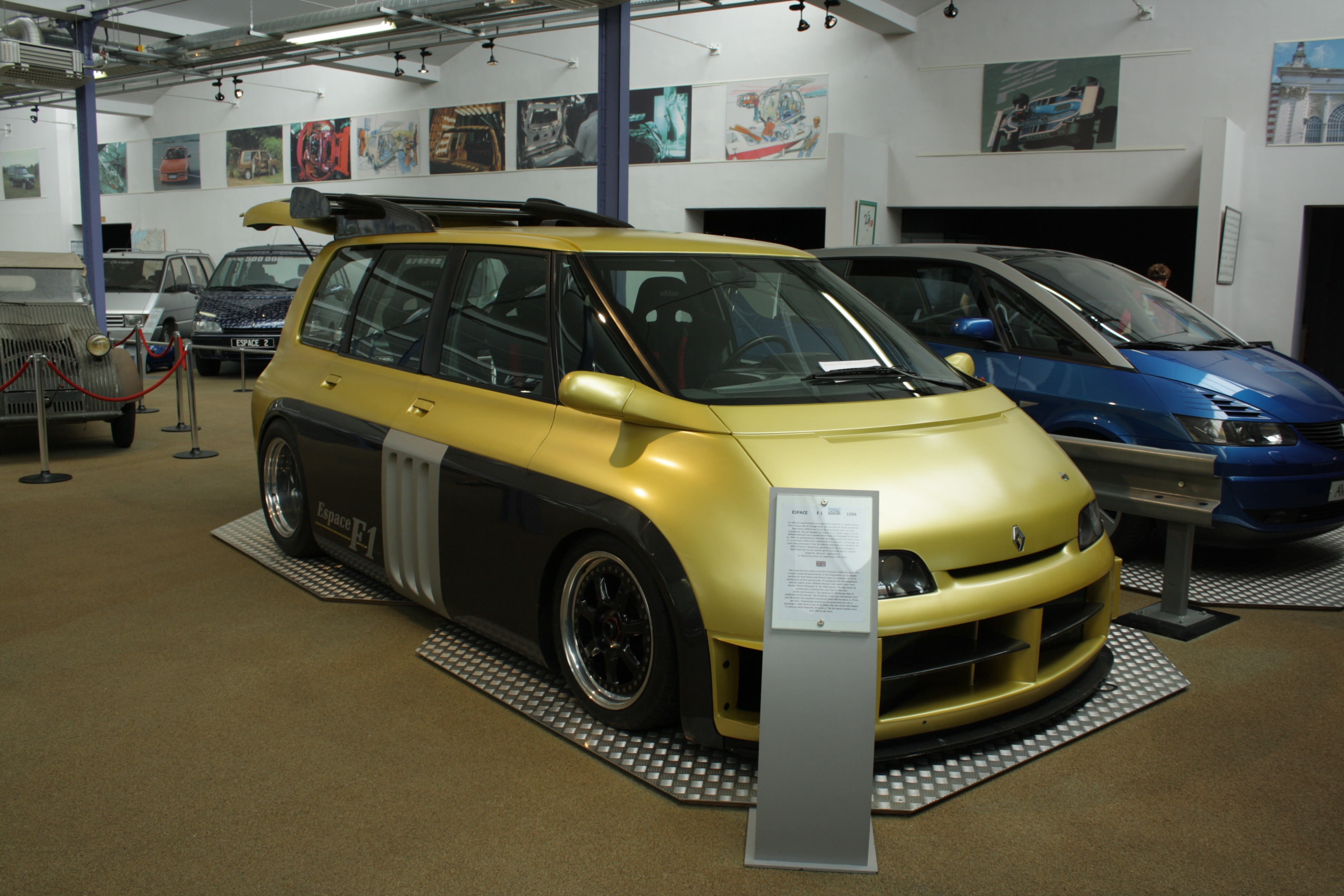
Espace F1 (1994)
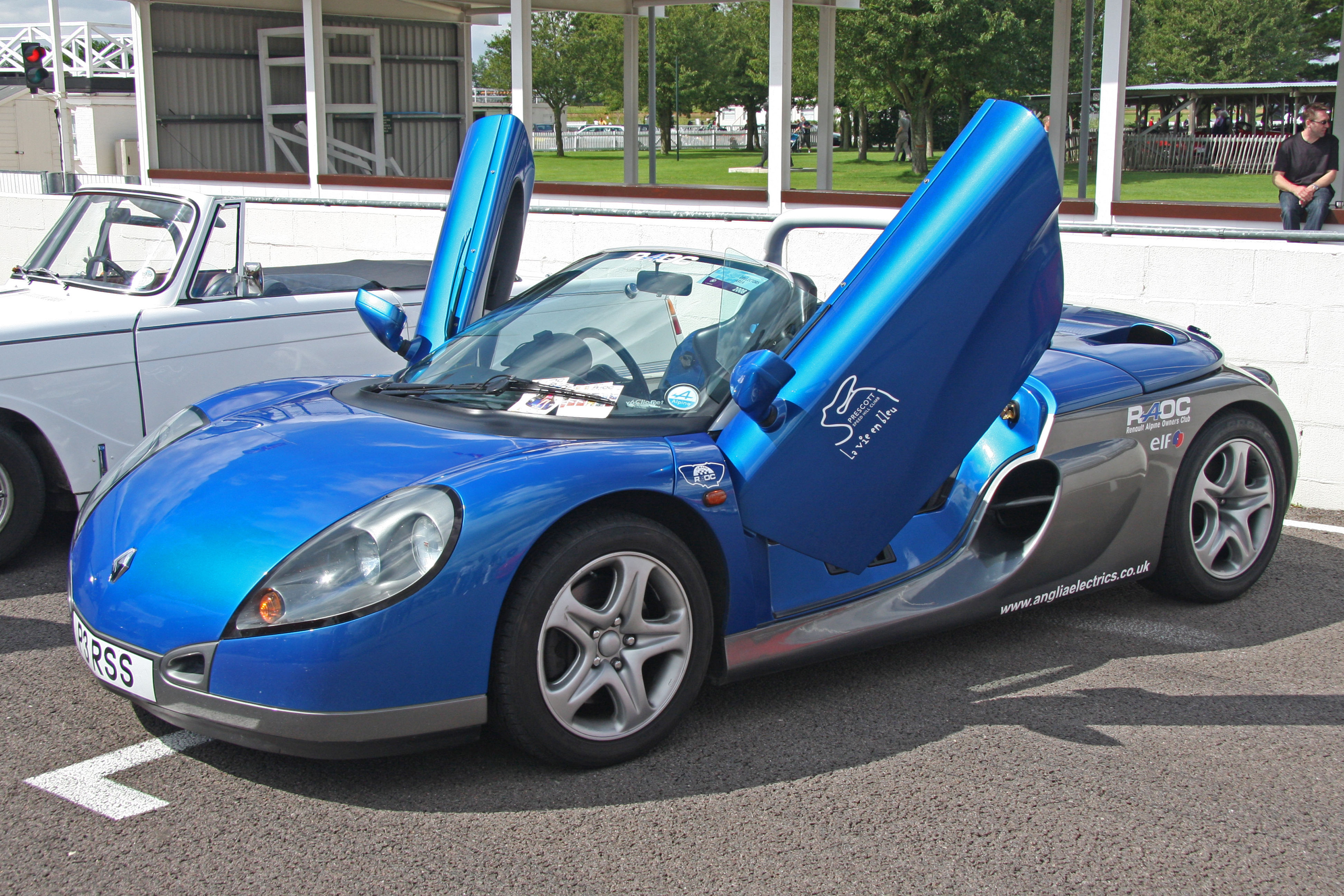
Renault Spider (1998)

Cette vaste collection se complète d’un fonds documentaire et événementiel riche de plusieurs milliers de mètres linéaires d’archives, de plus de 3 200 miniatures et jouets, de 2 200 affiches, d’objets divers ou encore de quelque 270 maquettes et voitures à pédales.
Collection vivante, elle est exploitée par Renault Classic, qui la met régulièrement en valeur lors d’expositions, de salons, de courses historiques, de reportages – presse ou télévisuels – et d’événements sportifs dans toute l’Europe (World Series by Renault, Le Mans Classic, Goodwood Festival of Speed, Salons Automobile…).